# Amor prohibido (album)
Amor prohibido è il quinto album in studio della cantante statunitense di musica Tex-Mex Selena, pubblicato nel marzo 1994 dalla EMI Latin.

## Tracce
1. Amor prohibido – 2:49
2. No me queda más – 3:17
3. Cobarde – 2:50
4. Fotos y recuerdos – 2:33
5. El chico del apartamento 512 – 3:28
6. Bidi bidi bom bom – 3:25
7. Techno Cumbia – 3:43
8. Tus desprecios – 3:24
9. Si una vez – 2:42
10. Ya no – 3:56